# Alliansen mellan USA och Japan

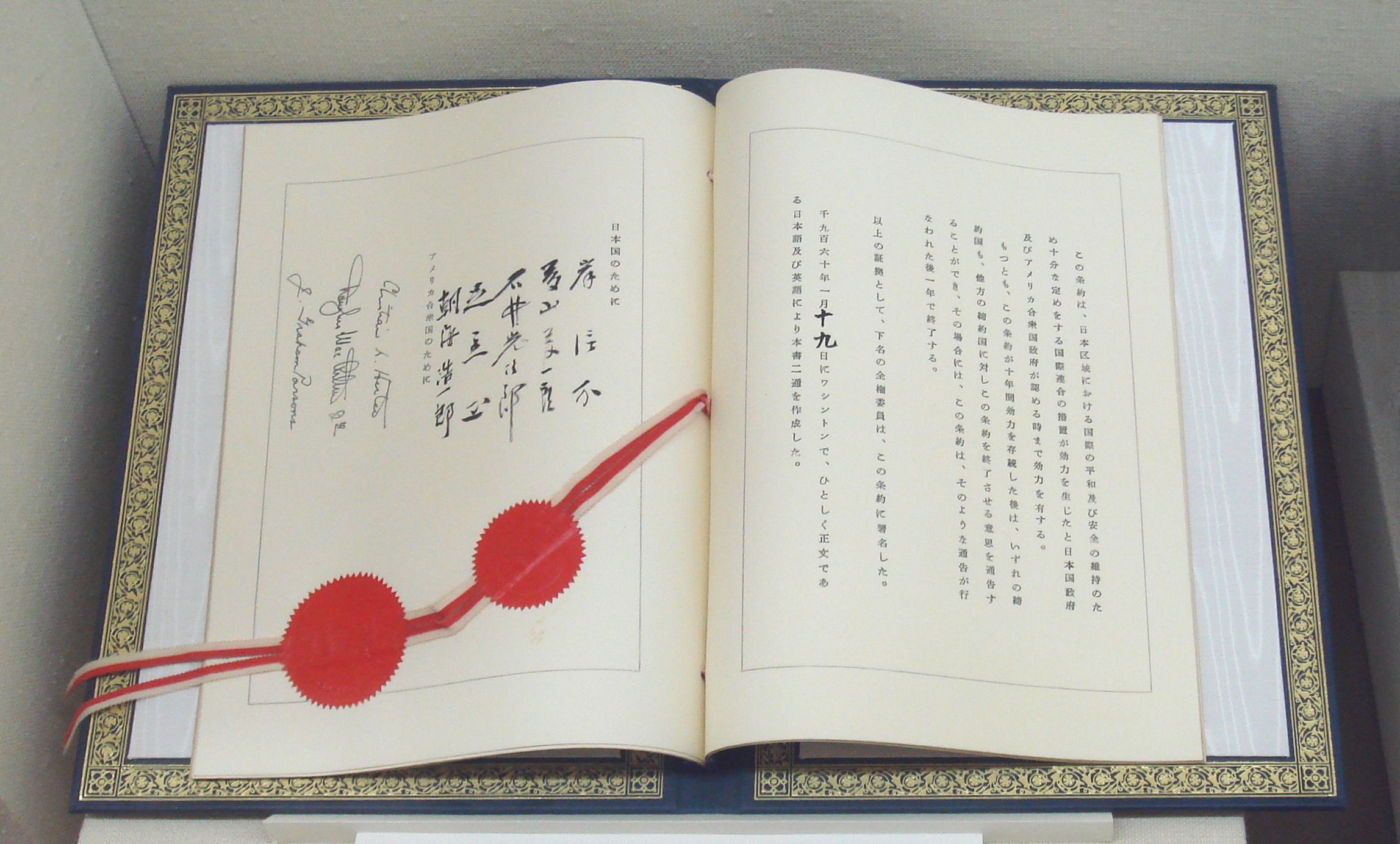
Sidan med namnteckningar på japanska i 1960 års avtal.

Amerikanska militärbaser i Japan.

Alliansen mellan USA och Japan (U.S.-Japan Alliance (日米同盟 Nichi-Bei Dōmei?)) är en bilateral militärallians mellan de båda länderna som är en följd av säkerhetsavtalet (U.S.-Japan Security Treaty (安保条約 Anpo jōyaku?)), först undertecknat 1951 och med tillägg 1960. Efter den japanska kapitulationen 1945 ockuperade de allierade, under ledning av USA, Japan fram till 1952, varpå säkerhetsavtalet skrevs under. Till skillnad från ockupationen av Tyskland och Österrike så var Sovjetunionen i praktiken inte inblandade.

## Innebörd
Enligt säkerhetsavtalet förbinder sig USA att försvara Japan mot angrepp av tredje part i utbyte mot att Japan tillåter basering av USA:s väpnade styrkor på dess territorium samt att Japan genom "sympatibetalningar" bidrar till kostnaderna för den infrastruktur som krävs för ändamålet.
Efter det kalla krigets slut är Japan det land mest flest antal amerikanska trupper utanför USA, cirka 55 000 under 2021. De amerikanska styrkorna i Japan står under United States Forces Japan.
Både Japan och Sydkorea har var för sig bilaterala säkerhetsavtal med USA och amerikansk trupp stationerade på sina respektive territorier, men de både östasiatiska staterna har en komplicerad relation till varandra på grund av den japanska ockupationen av Koreahalvön under andra världskriget.